# Милано, Алисса
Али́сса Джейн Мила́но (англ. Alyssa Jayne Milano; 19 декабря 1972, Бенсонхерст, Бруклин, Нью-Йорк, США) — американская актриса

 кино, телевидения и озвучивания, певица. Наиболее известна по ролям Саманты Мичелли в ситкоме «Кто здесь босс?» (1984—1992), Дженнифер Манчини в «Мелроуз-Плейс» (1997—1998), Фиби Холливелл в телесериале «Зачарованные» (1998—2006) и Саванны Дэвис в телесериале «Любовницы» (2013—2014), а также по роли Дженни Мэтрикс в фильме «Коммандо» (1985).

## Ранние годы
Алисса Джейн Милано родилась в Бруклине (Нью-Йорк), в семье итало-американских родителей. Её мать Лин — модельер и менеджер по подбору талантов, а отец Томас — музыкальный редактор в кино. У неё есть младший на 10 лет брат Кори (р. 1982). Детство Алисса провела в Статен-Айленде. Посещала католическую церковь.

## Карьера

Нэнси Рейган и Алисса Милано, 1987 год

Алисса начала свою карьеру в возрасте семи лет, когда её няня, не предупредив родителей, отвела её на прослушивание в гастрольную труппу мюзикла «Энни». Алисса была одной из четырёх отобранных из более чем 1500 девочек. Милано в сопровождении своей матери провела в дороге 18 месяцев. Далее она сыграла несколько ролей на офф-Бродвее, включая участие в музыкальной адаптации романа «Джейн Эйр». В августе 1984 года Милано дебютировала в кино в драме «Достаточно стар». Фильм был показан на кинофестивале «Сандэнс», где получил главный приз. Милано прошла прослушивание на роль дочери персонажа Тони Данцы в ситкоме «Кто здесь босс?» и вместе с семьёй переехала в Лос-Анджелес, где сериал снимался. Премьера сериала состоялась на канале ABC 20 сентября 1984 года. Сериал сделал Алиссу кумиром среди подростков.
В возрасте 12 лет Милано снялась в фильме «Коммандо» (1985) в роли Дженни Мэтрикс, дочери героя Арнольда Шварценеггера. Затем она появилась в детском фильме «Кентервильское привидение» (1986). В 1988 году с Милано вышло два телефильма: «Интенсивный курс» и «Танцы до рассвета». В этом же году с ней вышел тренировочный фильм с комплексом физических упражнений для подростков «Teen Steam». Алисса Милано неожиданно вызвала интерес в Японии, где ей предложили контракт на запись пяти музыкальных альбомов. Она записывала музыку в жанре бабблгам-поп и издавала в Японии. Алисса тогда сказала, что в Америке над актёрами часто смеются, когда они пытаются начать петь, поэтому пусть её музыка выходит там, где к ней есть интерес. Вела колонку советов «От Алиссы с любовью» в подростковом журнале Teen Machine.
В 1992 году завершился сериал «Кто здесь босс?». Милано тогда пробовалась почти на все роли в кино в своей возрастной группе, включая фильмы категории B. Очень часто она получала отказ. Актриса тогда сказала, что, в некотором смысле, ей придётся начинать всё сначала, несмотря на свой большой опыт работы на телевидении. В независимом фильме 1992 года «Плыви по течению» о бродяжничающих подростках Милано сыграла проститутку. В 1992 году в Америке шумела история несовершеннолетней Эми Фишер, которая выстрелила в супругу своего взрослого любовника. Сразу три телеканала бросились экранизировать эту историю. В одной из этих экранизаций, «Жертва любви: История лонг-айлендской Лолиты» (1993), Эми Фишер играла Алисса Милано.
В 1994 году с Алиссой Милано вышел фильм «Двойной дракон», основанный на серии игр Double Dragon. В этом же году она появилась в телефильме «Признание студентки» проекта «Мятежное шоссе». В 1995 году с ней вышел телефильм «Суррогатная мать». В середине десятилетия Алисса появилась в нескольких эротических триллерах: «Объятие вампира» (1995) и «Ядовитый плющ 2: Лили» (1996). В 1996 году у неё вышел психологический триллер «Страх», а в 1997 году она играла главную роль у Роберта Дауни-старшего в комедийной драме «Компания Хьюго». В 1997 году актриса присоединилась к актёрскому составу телесериала «Мелроуз-Плейс» в роли Дженнифер Манчини. В 1998 году появилась в музыкальном клипе группы Blink-182 на песню «Josie». В этом же году получила роль Фиби Холливелл, одной из трёх главных героинь сериала «Зачарованные». Сериал продержался восемь сезонов и завершился в 2006 году. В телевизионном сезоне 2007—2008 годов появилась в десяти эпизодах сериала «Меня зовут Эрл».

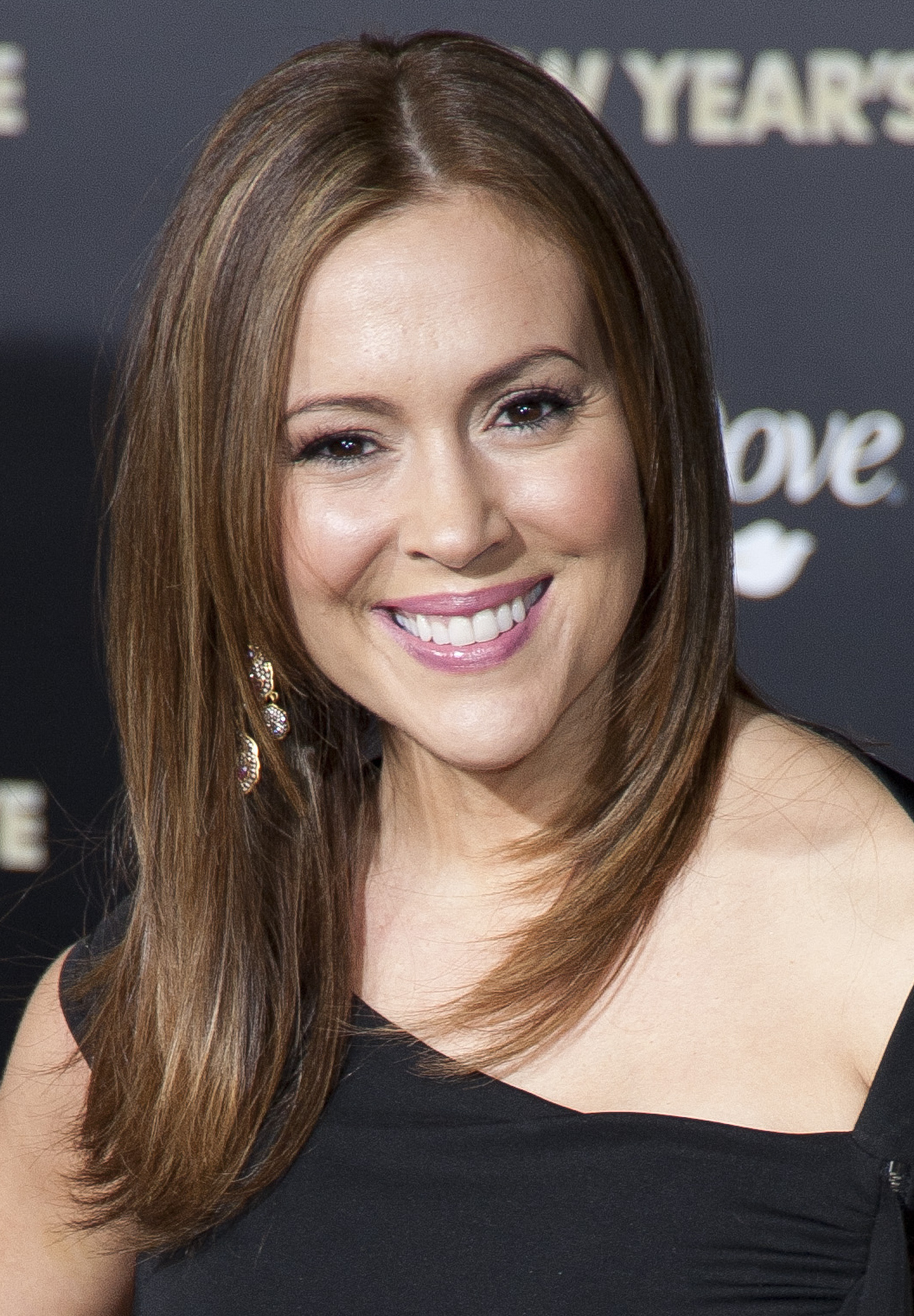
Алисса Милано в 2011 году

В 2009 году Алисса Милано озвучила доктора Илиссу Селвин в видеоигре Ghostbusters: The Video Game. В 2010 году продюсировала и играла главную роль в фильме «Парень моей девушки». В этом году с актрисой на канале ABC состоялась премьера сериала «Романтика под вопросом», но после выхода четырёх серий сериал был отменён. В 2013 году она сыграла Саванну Дэвис в драматическом сериале ABC «Любовницы», рассказывающем о скандальной жизни четырёх подруг. После второго сезона покинула шоу. Начиная с третьего сезона стала ведущей и судьей шоу «Проект Подиум. Все звёзды». В 2017 году появилась в сериале Netflix «Жаркое американское лето: 10 лет спустя», а в 2018 году в сериале «Ненасытная». В 2018 году она получила главную роль в телефильме «Искушая судьбу», основанном на бестселлере Джейн Грин. В 2022 году Милано сыграла главную роль в фильме Netflix «Расплата за грехи», экранизации романа Норы Робертс.

## Благотворительная деятельность
Милано была назначена послом «Глобальной организации по забытым тропическим болезням», которой она пожертвовала 250 000 $ собственных средств. Глобальная организация создана для пропаганды и мобилизации ресурсов в борьбе за контроль забытых тропических болезней (NTDs). Милано будет работать за повышение информированности NTDs путём информирования центральными средствами массовой информации и широкой общественности о бедственном положении, в котором находится один миллиард людей, страдающих от NTDs, и значение контроля и предотвращения этой глобальной проблемы в области здравоохранения.
Милано также посол доброй воли Детского фонда ООН от Соединённых Штатов. Она посетила Индию и Анголу. Осенью 2004 года она начала кампанию ЮНИСЕФ «Имитация или лечение» в качестве официального представителя. Она заработала примерно 50 000 $ для южноафриканских женщин и детей, больных СПИДом, продавая свои фотоработы.

## Личная жизнь

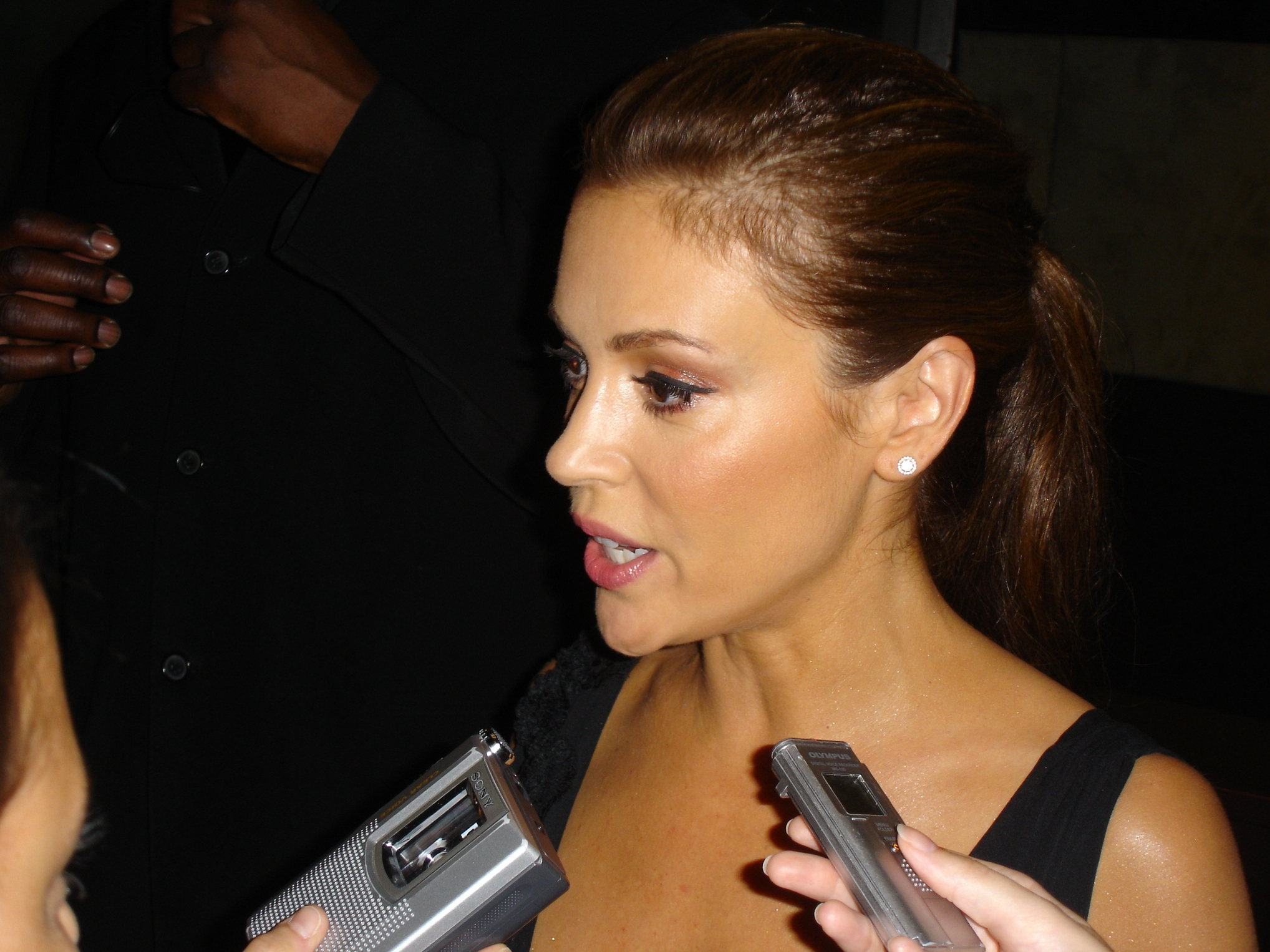
Алисса Милано даёт интервью, 2008 год

С января по ноябрь 1999 года Алисса была замужем за участником музыкальной группы Remy Zero Синджаном Тейтом.
С 15 августа 2009 года Милано замужем во второй раз за спортивным агентом «Creative Artists Agency» Дэвидом Баглиари, с которым она встречалась 2 года до их свадьбы. У супругов двое детей — сын Майло Томас Баглиари (род. 31.08.2011) и дочь Элизабелла Дилан Баглиари (род. 04.09.2014). Сын пары был назван в честь актёра, коллеги Милано по фильму «Патология» (2008), Майло Вентимильи, так как именно он вдохновил Милано на то, что ей стоит согласиться встречаться с её будущим мужем Баглиари, а сам Вентимилья признался, что в юности он был влюблён в Милано. В 2009 году Милано перенесла выкидыш.
У Милано аллергия на соевые продукты и боязнь воды, из-за которой возникали проблемы во время съёмок серии «Ведьмин хвост» («Зачарованные»). Также страдает дислексией. В интервью в 2004 году она объясняла:
Я споткнулась при чтении слов на телесуфлёре. И сэр Артур Гилгуд, c которым я работала в «Кентервильском привидении», дал мне полезные советы. Когда я спросила, каким образом он запоминает свои монологи, он сказал: «Я переписываю их несколько раз». Я использую этот метод и по сей день.
Алисса Милано — вегетарианка и активист PETA.

## Избранная фильмография
| Год       |     | Русское название                             | Оригинальное название                              | Роль                        |
| --------- | --- | -------------------------------------------- | -------------------------------------------------- | --------------------------- |
| 1984      | ф   | Достаточно стар                              | Old Enough                                         | Диана Слоан                 |
| 1984—1992 | с   | Кто здесь босс?                              | Who’s the Boss?                                    | Саманта Мичелли             |
| 1985      | ф   | Коммандо                                     | Commando                                           | Дженни Мэтрикс              |
| 1986      | тф  | Кентервильское привидение                    | The Canterville Ghost                              | Дженнифер Кентервиль        |
| 1988      | тф  | Интенсивный курс                             | Crash Course                                       | Ванесса Кроуфорд            |
| 1988      | тф  | Танцы до рассвета                            | Dance ’til Dawn                                    | Шилли Шеридан               |
| 1988      | кор | Teen Steam                                   | Teen Steam                                         | играет себя                 |
| 1989      | ф   | Зона скорости                                | Speed Zone                                         | Лорлин                      |
| 1989      | с   | Живые куклы                                  | Living Dolls                                       | Саманта Мичелли             |
| 1992      | ф   | Плыви по течению                             | Where the Day Takes You                            | Кимми                       |
| 1992      | ф   | Младшая сестра                               | Little Sister                                      | Диана                       |
| 1993      | ф   | Конфликт интересов                           | Conflict of Interest                               | Ив                          |
| 1993      | тф  | Жертва любви: История лонг-айлендской Лолиты | Casualties of Love: The "Long Island Lolita" Story | Эми Фишер                   |
| 1993      | тф  | Свечи в темноте                              | Candles in the Dark                                | Сильвия Веллисте            |
| 1994      | ф   | Двойной дракон                               | Double Dragon                                      | Мериэм Деларио              |
| 1994      | тф  | Признание студентки                          | Confessions of a Sorority Girl                     | Рита Саммерс                |
| 1995      | ф   | Объятие вампира                              | Embrace of the Vampire                             | Шарлотта                    |
| 1995      | ф   | Блеск славы                                  | Glory Daze                                         | Челси                       |
| 1995      | ф   | Смертельные грехи                            | Deadly Sins                                        | Кристина                    |
| 1995      | тф  | Суррогатная мать                             | The Surrogate                                      | Эми Уинслоу                 |
| 1995      | с   | За гранью возможного                         | The Outer Limits                                   | Ханна Валесич               |
| 1996      | ф   | Ядовитый плющ 2: Лили                        | Poison Ivy 2: Lily                                 | Лили Лионетти               |
| 1996      | ф   | Страх                                        | Fear                                               | Марго Мейс                  |
| 1996      | ф   | Враг общества № 1                            | Public Enemies                                     | Амариллис                   |
| 1996      | тф  | Вперёд, на Аляску                            | To Brave Alaska                                    | Дениз Харрис                |
| 1997      | ф   | Кровавая утопия                              | Below Utopia                                       | Сюзанна                     |
| 1997      | ф   | Компания Хьюго                               | Hugo Pool                                          | Хьюго                       |
| 1997—1998 | с   | Мелроуз-Плейс                                | Melrose Place                                      | Дженнифер Манчини           |
| 1997—2001 | с   | Спин-Сити                                    | Spin City                                          | Мэг Уинстон                 |
| 1998      | тф  | Золотая лихорадка                            | Goldrush: A Real Life Alaskan Adventure            | Френсис Элла «Физзи» Фиц    |
| 1998      | с   | Остров фантазий                              | Fantasy Island                                     | Джина Уильямс               |
| 1998—2006 | с   | Зачарованные                                 | Charmed                                            | Фиби Холливелл              |
| 2001      | мф  | Леди и Бродяга 2: Приключения Шалуна         | Lady and the Tramp II: Scamp’s Adventure           | Энджел                      |
| 2001      | с   | Охотники за алмазами                         | Diamond Hunters                                    | Трейси Ван дер Бил          |
| 2001      | мс  | Гриффины                                     | Family Guy                                         | играет себя                 |
| 2002      | ф   | Кот в мешке                                  | Buying the Cow                                     | Эми                         |
| 2002      | ф   | Поцелуй невесту                              | Kiss the Bride                                     | Эми Кейн                    |
| 2003      | ф   | Дикки Робертс: Звёздный ребенок              | Dickie Roberts: Former Child Star                  | Синди                       |
| 2004      | мс  | Приключения Джимми Нейтрона, мальчика-гения  | The Adventures of Jimmy Neutron, Boy Genius        | Эйприл Горлок               |
| 2005      | мф  | Динотопия: В поисках солнечного рубина       | Dinotopia: Quest for the Ruby Sunstone             | 26                          |
| 2007      | ф   | Час сумерек                                  | The Blue Hour                                      | Аллегра                     |
| 2007—2008 | с   | Меня зовут Эрл                               | My Name Is Earl                                    | Билли Каннингем             |
| 2008      | ф   | Патология                                    | Pathology                                          | Гвен Вилльямсон             |
| 2008      | тф  | Крутая Пэт                                   | Wisegal                                            | Пэтти Монтанари             |
| 2010      | ф   | Парень моей девушки                          | My Girlfriend’s Boyfriend                          | Джесси Янг                  |
| 2010      | тф  | Воскресенья у Тиффани                        | Sundays at Tiffany’s                               | Джейн                       |
| 2010      | мф  | Витрина DC: Мираж                            | DC Showcase: The Spectre                           | Эйми Бреннер                |
| 2010      | с   | Касл                                         | Castle                                             | Кира Блейн                  |
| 2010      | с   | Романтика под вопросом                       | Romantically Challenged                            | Ребекка Томас               |
| 2010      | мс  | Сорвиголова Кик Бутовски                     | Kick Buttowski: Suburban Daredevil                 | Скарлетт Розетти            |
| 2011      | ф   | Крошка из Беверли-Хиллз 2                    | Beverly Hills Chihuahua 2                          | Бимини                      |
| 2011      | ф   | Безбрачная неделя                            | Hall Pass                                          | Мэнди                       |
| 2011      | ф   | «Старый» Новый Год                           | New Year’s Eve                                     | медсестра                   |
| 2011—2012 | с   | Лучшая охрана                                | Breaking In                                        | Эми                         |
| 2011      | мс  | Юная Лига Справедливости                     | Young Justice                                      | Ядовитый Плющ               |
| 2013—2014 | с   | Любовницы                                    | Mistresses                                         | Саванна «Сави» Дэвис        |
| 2017      | с   | Жаркое американское лето: 10 лет спустя      | Wet Hot American Summer: Ten Years Later           | Рената Мёрфи Дельвеккио     |
| 2018      | ф   | Маленькая Италия                             | Little Italy                                       | Дора                        |
| 2018—2019 | с   | Ненасытная                                   | Insatiable                                         | Корали Армстронг            |
| 2019      | тф  | Искушая судьбу                               | Tempting Fate                                      | Габби                       |
| 2019      | с   | Анатомия страсти                             | Grey’s Anatomy                                     | Хейли Питерсон              |
| 2022      | ф   | Расплата за грехи                            | Brazen                                             | Грейс                       |
| 2023      | ф   | Кто вы, люди?                                | Who Are You People                                 | Джудит                      |
| 2025      | с   | Элсбет                                       | Elsbeth                                            | Лизетт «Пупетта» Дель Понте |

## Дискография
Дискография Алиссы Милано включает четыре студийных альбома, два сборника и десять синглов. Эти альбомы продавались только в Японии, за исключением одного, который был доступен только во Франции и в США.
| Look In My Heart - Первый альбом - Выход альбома: 15 марта 1989 года - Формат: Винил, кассета, CD Alyssa - Второй альбом - Выход альбома: 25 октября 1989 года - Формат: Винил, кассета, CD Locked Inside A Dream - Третий альбом - Выход альбома: 21 мая 1991 года - Формат: Винил, кассета, CD Do You See Me? - Четвёртый альбом - Выход альбома: 18 сентября 1992 года - Формат: Кассета, CD | The Best In The World: Non-Stop Special Remix/Alyssa’s Singles - Ремикс/Хит-Альбом - Выход альбома: 21 февраля 1990 года - Формат: Кассета, CD The Very Best Of Alyssa Milano - Хит-Альбом - Выход альбома: 1995 - Формат: CD |

## Награды и номинации
| Год  | Результат  | Премия                          | Категория                                                                             | Фильм или сериал                       |
| ---- | ---------- | ------------------------------- | ------------------------------------------------------------------------------------- | -------------------------------------- |
| 1986 | Победитель | Young Artist Award              | Лучшая актриса второго плана в телевизионном сериале                                  | «Кто здесь босс?»                      |
| 1987 | Победитель | Young Artist Award              | Исключительный вклад, как молодой актрисы, в художественный фильм — комедию или драму | «Кто здесь босс?»                      |
| 1987 | Номинант   | Young Artist Award              | Исключительный вклад, как молодой актрисы, в художественный фильм — комедию или драму | «Коммандо»                             |
| 1988 | Победитель | Nickelodeon Kids' Choice Awards | Лучшая актриса на ТВ                                                                  | «Кто здесь босс?»                      |
| 1988 | Победитель | Young Artist Award              | Лучшая молодая женщина — суперзвезда на ТВ                                            | «Кто здесь босс?»                      |
| 1989 | Номинант   | Young Artist Award              | Лучшая молодая актриса в специальном, пилотном, фильме в неделю или мини-сериале.     | «Танцы до рассвета»                    |
| 1989 | Победитель | Nickelodeon Kids' Choice Awards | Лучшая актриса на ТВ                                                                  | «Кто здесь босс?»                      |
| 1990 | Победитель | Blimp Award                     | Лучшая актриса на ТВ                                                                  | «Кто здесь босс?»                      |
| 2001 | Номинант   | Annie                           | Особые достижения в озвучке женских ролей в анимации                                  | «Леди и Бродяга 2: Приключения Шалуна» |
| 2005 | Номинант   | Blimp Award                     | Лучшая актриса на ТВ                                                                  | «Зачарованные»                         |
| 2006 | Номинант   | Teen Choice Awards              | Лучшая актриса на ТВ                                                                  | «Зачарованные»                         |
| 2015 | Номинант   | People’s Choice Awards          | Лучшая драматическая актриса на ТВ                                                    | «Любовницы»                            |